# Matulji
Matulji so naselje z okoli 3500 prebivalci na Hrvaškem, ki je središče istrsko-kraške občine Matulji (leta 2021 je imela 10788 prebivalcev) na mejnem območju med Istro, Slovenijo in kvarnerskim hrvaškim Primorjem v zaledju vrha Kvarnerskega zaliva ter spadajo v Primorsko-goransko županijo.
Mestno naselje ob stiku Kvarnerskega zaliva in gorskega zaledja leži na nadmorski višini 195 m ob avtocesti in železniški progi Reka-Postojna, severno od Opatije, okoli 8 km zahodno od Reke, v širše urbano območje katere spada. Zahodni del občine do meje z Slovenijo je hrvaški del Krasa oz. Čičarije. V naselju stoji župnijska cerkev Krista Kralja.
V Matuljih je prometno križišče, s katerega en krak avtoceste vodi proti meji s Slovenijo, začne se odsek Kvarnerske avtoceste, ki med Matulji in Orehovico predstavlja Reško obvoznico in glavna cestna prometnica, ki pelje skozi Predor Učka v Istro.

## Demografija
Seznam naselij v občini Matulji s številom prebivalcev (po popisu 2011)
- Brdce, 67
- Bregi, 700
- Brešca, 159
- Jurdani, 651
- Jušići, 861
- Kučeli 455
- Lipa, 129
- Male Mune, 103
- Mali Brgud, 134
- Matulji, 3731
- Mihotići, 1050
- Mučići, 362
- Pasjak, 140
- Permani, 102
- Rukavac, 854
- Rupa, 349
- Ružići, 123
- Šapjane, 188
- Vele Mune, 122
- Veli Brgud, 85
- Zaluki, 73
- Zvoneće, 279
- Žejane, 130

| Pregled števila prebivalcev po letih | Pregled števila prebivalcev po letih | Pregled števila prebivalcev po letih | Pregled števila prebivalcev po letih | Pregled števila prebivalcev po letih | Pregled števila prebivalcev po letih | Pregled števila prebivalcev po letih | Pregled števila prebivalcev po letih | Pregled števila prebivalcev po letih | Pregled števila prebivalcev po letih | Pregled števila prebivalcev po letih | Pregled števila prebivalcev po letih | Pregled števila prebivalcev po letih | Pregled števila prebivalcev po letih | Pregled števila prebivalcev po letih |      |      |
| ------------------------------------ | ------------------------------------ | ------------------------------------ | ------------------------------------ | ------------------------------------ | ------------------------------------ | ------------------------------------ | ------------------------------------ | ------------------------------------ | ------------------------------------ | ------------------------------------ | ------------------------------------ | ------------------------------------ | ------------------------------------ | ------------------------------------ | ---- | ---- |
| 1857                                 | 1869                                 | 1880                                 | 1890                                 | 1900                                 | 1910                                 | 1921                                 | 1931                                 | 1948                                 | 1953                                 | 1961                                 | 1971                                 | 1981                                 | 1991                                 | 2001                                 | 2011 | 2021 |
| 273                                  | 292                                  | 653                                  | 730                                  | 887                                  | 1202                                 | 845                                  | 1005                                 | 1580                                 | 1625                                 | 1887                                 | 2344                                 | 3379                                 | 3495                                 | 3570                                 | 3731 | 3566 |